# ティエリー・アルボガスト
ティエリー・アルボガスト（Thierry Arbogast, 1957年 - ）はフランス出身の映画撮影監督。30年以上のキャリアがあり、特にリュック・ベッソン監督作品を手がけたことで知られているが、アメリカ映画の撮影も担当したことがある。『プロヴァンスの恋』、『フィフス・エレメント』、『ボン・ヴォヤージュ』の3本でセザール賞を受賞している。

## 主な作品
- ニキータ Nikita (1990)
- 深夜カフェのピエール J'embrasse pas (1991)
- ブリジット/女が男を奪うとき La Fille de l'air (1992)
- 私の好きな季節 Ma saison préférée (1993)
- パリ空港の人々 Tombés du ciel (1993)
- レオン Léon (1994)
- プロヴァンスの恋 Le Hussard sur le toit (1995)
- リディキュール Ridicule (1995)
- アパートメント L'Appartement (1996)
- フィフス・エレメント The Fifth Element (1997)
- シーズ・ソー・ラヴリー She's So Lovely (1997)
- 黒猫・白猫 Crna macka, beli macor (1998)
- ウィング・コマンダー Wing Commander (1999)
- ジャンヌ・ダルク The Messenger: The Story of Joan of Arc (1999)
- ダンサー The Dancer (1999)
- ウーマン・オン・トップ Woman on Top (2000)
- クリムゾン・リバー Les Rivières pourpres (2000)
- キス・オブ・ザ・ドラゴン Kiss of the Dragon (2001)
- ファム・ファタール Femme Fatale (2002)
- ボン・ヴォヤージュ Bon Voyage (2003)
- キャットウーマン Catwoman (2004)
- アンジェラ Angel-A (2005)
- アーサーとミニモイの不思議な国 Arthur et les Minimoys (2006)
- アデル/ファラオと復活の秘薬 Les aventures extraordinaires d'Adèle Blanc-Sec (2010)
- ハートブレイカー L'arnacœur (2010)
- The Lady アウンサンスーチー ひき裂かれた愛 The Lady (2011)
- マラヴィータ The Family / Malavita (2013)
- ラストミッション 3 Days to Kill (2014)
- ヴァレリアン 千の惑星の救世主 Valérian et la Cité des mille planètes (2017)
- ANNA/アナ Anna (2019)